# Hollins, Alabama
Hollins är en så kallad census-designated place i Clay County i Alabama. Vid 2010 års folkräkning hade Hollins 545 invånare.

## Kända personer från Hollins
- Edwin Argo, ryttare